# Rôle sémantique
En linguistique, le rôle sémantique sert à décrire le sens qui s'attache à un groupe nominal par rapport au procès exprimé par le verbe au sein d'une phrase.
La notion de rôle sémantique a été développée dans le cadre de théories linguistiques s'efforçant d'articuler les composantes syntaxiques et sémantiques du langage. Elle est liée aux notions de fonction syntaxique et de cas, sans se confondre avec elles : alors que les fonctions et les cas sont définis par la syntaxe, les rôles sémantiques en sont en principe indépendants. Dans l'optique de la linguistique générative, les rôles sémantiques relèvent de la structure profonde d'une langue, c'est-à-dire de l'organisation des concepts et des relations, tandis que les fonctions et les cas relèvent de la structure de surface, c'est-à-dire de la représentation de cette organisation dans les formes grammaticales d'une langue particulière.
Outre les fonctions syntaxiques, il faut également distinguer les rôles sémantiques des rôles thêta employés dans certaines théories de grammaire générative : il s'agit là de rôles purement syntaxiques et non sémantiques. Une confusion (contre laquelle certains auteurs ainsi que la wikipedia anglophone préviennent) est possible d'une part car ils sont également nommés rôles thématiques (aussi en anglais), ce laisse entendre une idée sémantique, et d'autre part car ils sont souvent chacun désignés par un terme qui évoque bien leur rôle sémantique le plus courant (un peu comme complément de moyen en grammaire traditionnelle).

## Insuffisance sémantique de la notion de fonction syntaxique
L'introduction de la notion de rôle sémantique provient du constat de l'inadéquation de la notion traditionnelle de fonction syntaxique à décrire la relation de sens qui s'établit entre un groupe nominal et le procès exprimé dans une phrase. Il s'avère en effet qu'une même fonction peut recouvrir des situations très différentes (polysémie), et qu'à l'inverse une même situation peut s'exprimer par plusieurs fonctions, sans même évoquer les cas particuliers et exceptions courants dans les langues naturelles.
Exemple de polysémie de la fonction de sujet :
- L'homme ouvre la porte.
- La porte s'ouvre.
- La clé ouvre la porte.

Bien que leur fonction syntaxique soit la même, les trois sujets renvoient à des situations distinctes : l'homme accomplit volontairement une action, la porte est le siège de l'accomplissement de l'action et la clé un élément sans volonté qui sert à l'accomplissement de l'action. En termes de rôles sémantiques, on parlera respectivement d' « agent », de « patient » et d' « instrument ».
Exemple de l'expression du rôle sémantique d'agent par plusieurs fonctions :
- Jacques a repeint la grille.
- La grille a été repeinte par Jacques.
- On a fait repeindre la grille à Jacques.

Bien que dans les trois phrases, Jacques soit bien l'agent qui a accompli l'action de repeindre la grille, il y occupe respectivement les fonctions de sujet, de complément d'agent et de complément d'objet indirect.
Le phénomène est particulièrement apparent lors de transformations grammaticales qui modifient la voix verbale : les fonctions syntaxiques changent alors que rien n'est modifié dans la relation des actants au procès exprimé par le verbe :
- Baudelaire a composé ce poème.
- Ce poème a été composé par Baudelaire.

En termes de fonction syntaxique, dans la première phrase à la voix active, Baudelaire est sujet et ce poème complément d'objet direct, tandis que dans la seconde phrase à la voix passive, ce poème devient sujet et Baudelaire introduit par la préposition par devient complément d'agent. Mais en termes de rôles sémantiques, Baudelaire est dans les deux cas « agent » et ce poème « résultat ».

## Liste de rôles sémantiques
La liste qui suit répertorie des rôles sémantiques souvent cités et ne se veut pas exhaustive. La nomenclature n'est pas toujours fixée et recoupe souvent celle des cas et des fonctions, ce qui peut être source de confusion.
- Agent ou acteur: entité accomplissant volontairement une action
- Instrument : entité servant involontairement à l'accomplissement d'une action
- Patient ou objet: siège de l'accomplissement d'un procès
- Siège : entité où se manifeste un état physique ou mental
- Expérient[1] : entité affectée par l'accomplissement d'une action ou la manifestation d'un état physique ou mental
- Bénéficiaire : entité recevant un profit ou un dommage du fait d'un procès
- Cause : entité déclenchant l'accomplissement d'un procès
- Résultat, conséquence : état final à l'issue d'un procès
- Source : état initial avant l'accomplissement d'un procès
- But : état vers lequel est censé progresser un procès
- Lieu : circonstances spatiales d'un procès
- Temps : circonstances temporelles d'un procès

Il n'est pas possible d'établir une liste universelle de rôles sémantiques : leur définition dépend en effet de la finesse de l'analyse. Par exemple, les rôles d'agent, d'instrument, de cause et de source peuvent être regroupés en un rôle unique d'origine.

## Rôle sémantique appliqué au traitement automatique du langage naturel
Rôle sémantique appliqué au traitement automatique du langage naturel. Le projet FrameNet a introduit le premier système faisant la correspondance entre chaque dérivation d’un prédicat et le sens qui lui est accordé. En France, le projet Framester en coopération avec l’Italie, propose un système à mi-chemin entre FrameNet, WordNet, VerbNet, BabelNet, DBpedia, Yago et DOLCE-Zero capable notamment de désambiguïser un prédicat.